# Mauá da Serra
Mauá da Serra este un oraș în Paraná (PR), Brazilia.